# Niemiecki obóz przesiedleńczy w Zwierzyńcu

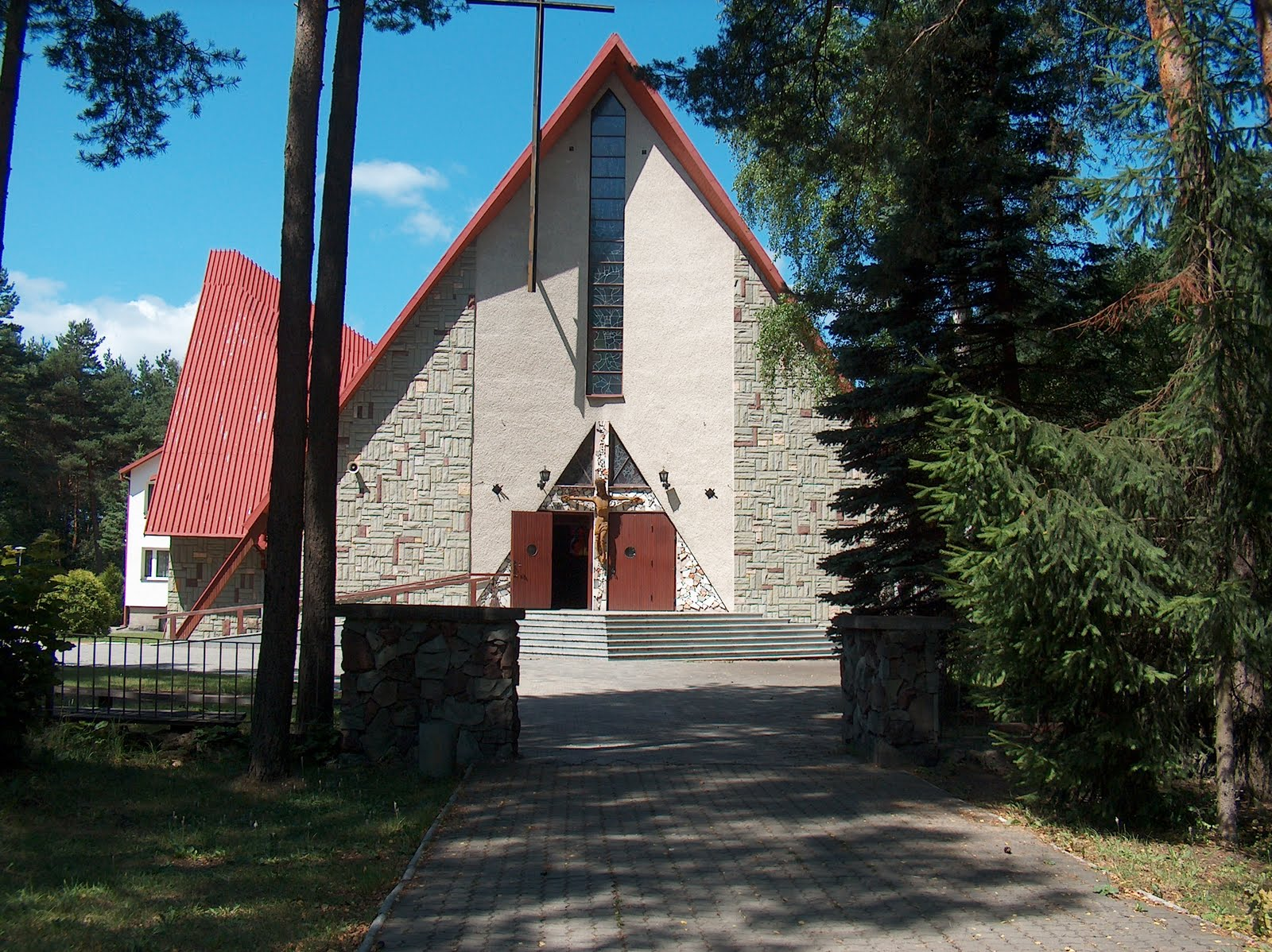
Kościół-pomnik pw. Matki Bożej Królowej Polski ku czci ofiar obozu niemieckiego w Zwierzyńcu

Niemiecki obóz przesiedleńczy w Zwierzyńcu (niem. Umsiedlungslager) – niemiecki obóz przesiedleńczy w Zwierzyńcu na Zamojszczyźnie, założony w 1940 jako obóz przejściowy dla robotników przymusowych, następnie obóz przesiedleńczy dla pacyfikowanej i wysiedlanej ludności Zamojszczyzny i Dzieci Zamojszczyzny. Szacuje się, że Niemcy osadzili w obozie około 24 000 ludzi, w tym 7000 dzieci, z których ponad 200 zmarło w wyniku tortur i ciężkich warunków.

## Historia obozu
Obóz założony został w końcu 1940 roku. Na jego terenie było kilkanaście baraków. Więziono w nim ludność cywilną. W obozie przebywali też schwytani członkowie ruchu oporu. W 1942 na wiosnę w obozie osadzono około stu jeńców francuskich. Od grudnia 1942 do jesieni 1943 obóz w Zwierzyńcu był obozem przesiedleńczym dla ludności polskiej wysiedlanej z byłych powiatów tomaszowskiego, biłgorajskiego, zamojskiego. W obozie przetrzymywano mężczyzn, kobiety i dużą liczbę Dzieci Zamojszczyzny. Komendantem obozu był SS-Hauptsturmführer Reinhold Hahn.
Niemcy przeprowadzali selekcje rasowe, w wyniku których wysiedlonych wywożono do obozów koncentracyjnych KL Auschwitz-Birkenau, KL Majdanek lub na przymusowe roboty do III Rzeszy Niemieckiej a część starców i dzieci do innych wsi w Generalnym Gubernatorstwie do powiatów: garwolińskiego, siedleckiego, mińskiego i łukowskiego. Duża liczba dzieci została zrabowana polskim rodzicom i wywieziona do Niemiec w celu germanizacji.
Małżonkowie, ordynat Ordynacji Zamojskiej Jan Tomasz Zamoyski i Róża Zamoyska z Radą Główną Opiekuńczą, dzięki ogromnym staraniom uratowali około 460 polskich dzieci z obozu w Zwierzyńcu. Utworzyli również ochronkę dla tych małych dzieci.
Ostatni transport z obozu w Zwierzyńcu odszedł 13 sierpnia 1943 roku. Obóz zlikwidowano w 1944.
W miejscu, gdzie był główny plac niemieckiego obozu, wybudowano w celu upamiętnienia tragedii ludności cywilnej, kościół-pomnik pod wezwaniem Matki Bożej Królowej Polski w Zwierzyńcu. Został on konsekrowany w maju 1980. Jego wnętrze zawiera ścianę pamięci narodowej. W kościele znajduje też makieta obozu oraz drewniana rzeźba – postać umęczonego człowieka w pozie przypominającej Chrystusa na krzyżu. Witraże nad ołtarzem głównym przedstawiają dzieci – więźniów niemieckiego obozu.
W Zwierzyńcu postawiono również pomnik upamiętniający ofiary niemieckiego obozu przesiedleńczego.
Symboliczny dla losu więźniów obozu przejściowego w Zwierzyńcu i Dzieci Zamojszczyzny jest dramat Bronisława Pekosińskiego, który jako małe 4-letnie dziecko znalazł się w obozie. Został przerzucony w 1943 przez druty na wolność, trafił do ochronki w Zwierzyńcu, potem do domu dziecka w Zamościu. Nie znał rodziców. Był lokalnym mistrzem w szachach. Został bohaterem filmu Grzegorza Królikiewicza Przypadek Pekosińskiego, w którym wystąpił oraz sztuki Tadeusza Słobodzianka Obywatel Pekoś.
„My, żyjący jeszcze świadkowie, choć już nieliczni, jesteśmy i żyjemy jeszcze po to, aby dawać świadectwo tamtych okropnych przeżyć, gdyż jak powiedział nasz rodak, święty Papież Jan Paweł II podczas spotkania z nami, więźniami z Majdanka: jesteście naznaczeni stygmatem straszliwych przeżyć i okropności tamtego okresu i nie powinniście o tym zapominać, ale dawać świadectwo potomnym. Niech los nasz będzie przestrogą dla przyszłych pokoleń”. –
 Bolesław Szymanik prezes Zarządu Stowarzyszenia Dzieci Zamojszczyzny w Biłgoraju